# La Catrina
La Catrina, originalment anomenada La Calavera Garbancera, és una figura creada per José Guadalupe Posada i batejada pel muralista Diego Rivera.

## Antecedents

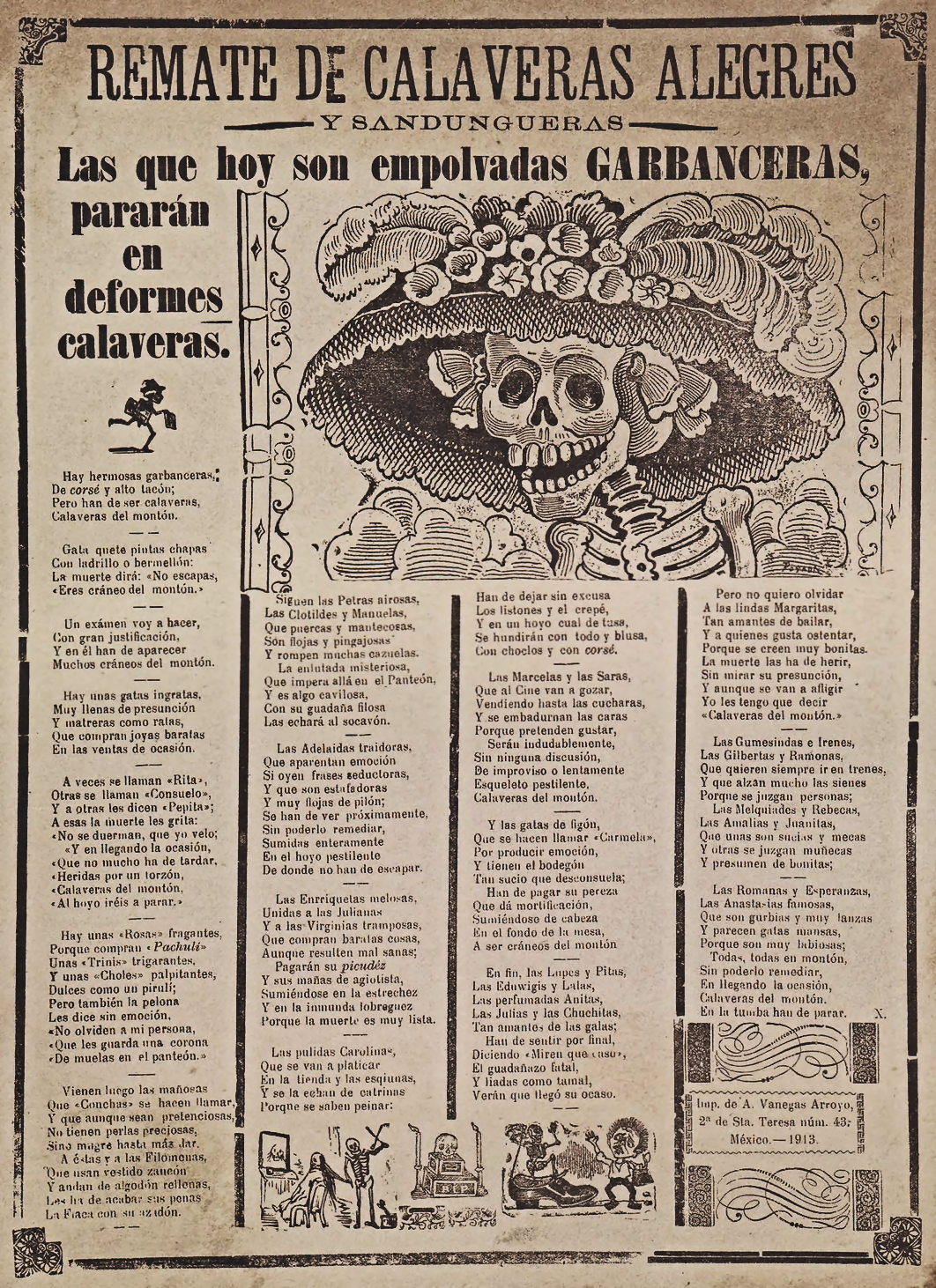
La Catrina o La Calavera Garbancera (1913).

La història de la Catrina comença durant els governs de Benito Juárez, Sebastián Lerdo de Tejada i Porfirio Díaz. En aquests períodes, es van començar a popularitzar textos escrits per la classe mitjana que criticaven tant la situació general del país com la de les classes privilegiades. Els escrits, redactats de manera grotesca i irònica i alhora acompanyats de dibuixos de cranis i esquelets, van començar a reproduir-se en els periòdics anomenats de combat. Aquestes eren calaveres vestides amb robes de gala, bevent pulque, muntades a cavall, en festes de l'alta societat o d'un barri. Totes per retratar la misèria, els errors polítics, la hipocresia d'una societat, com és el cas de “La Catrina”.
El terme "dandi" definia a un home elegant i ben vestit, acompanyat d'alguna dama amb les mateixes característiques; aquest estil va ser una imatge clàssica de l'aristocràcia mexicana de finalitats del segle xix i principis del xx. És per això que, en donar-li una vestimenta d'aquest tipus, Diego Rivera va convertir en la seva obra a “La Calavera Garbancera” en “La Catrina” dissenyada a la ciutat d'Aguascalientes.

### Origen
Durant els governs de Benito Juárez, Sebastián Lerdo de Tejada i Porfirio Díaz, les imatges d'esquelets i calaveres eren una forma comuna de denúncia i de crítica social en les publicacions de l'època que van usar diversos caricaturistes com Constantino Escalante, Santiago Hernández i Manuel Manilla. La versió original és un gravat en metall amb autoria del caricaturista José Guadalupe Posada. El nom original és Calavera Garbancera. «Garbancera» és la paraula amb la qual es coneixia llavors a les persones que venien garbanza i que tenint sang indígena pretenien ser europeus, ja anessin espanyols o francesos (aquest últim més comú durant el Porfiriato) i renegaven de la seva pròpia raça, herència i cultura. 

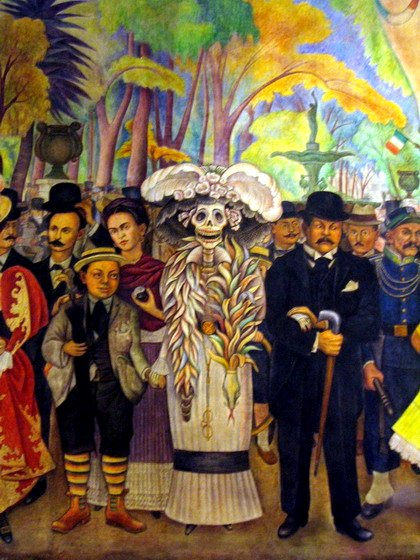
Detall del mural Somni d'una tarda dominical en l'Albereda Central. A l'esquerra de la Catrina, Diego Rivera (nen) i Frida Kahlo; a la dreta, José Guadalupe Posada.

Això es fa notable pel fet que la calavera no té roba sinó únicament el barret; des del punt de vista de Posada, és una crítica a molts mexicans del poble que són pobres, però que així i tot volen aparentar un estil de vida europeu que no els correspon.
| « | ... en els ossos però amb barret francès amb plomes d'avestruç | » |

Diego Rivera va ser qui li va donar el seu abillament característic, amb la seva estola de plomes, en plasmar-la en el seu mural Somni d'una tarda dominical a l'Albereda Central, on la calavera apareix amb el seu creador, José Guadalupe Posada i una versió infantil de Rivera i amb Frida Kahlo. El mural va ser pintat al fresc en 1947, mesura 4,7 x 15,6 m i té un pes de 35 tones, incloent una estructura metàl·lica que ho reforça. Originalment va ser realitzat per Rivera per a un hotel molt important al Centre Històric de la ciutat de Mèxic, l'Hotel del Prat (destruït als sismes de 1985) i actualment està situat en el Museu Mural Diego Rivera, creat especialment per preservar el mural, considerat un dels més coneguts visualment de la fructífera etapa del muralisme mexicà.
Les Catrinas també van estar acompanyades en els periòdics per les famoses calaveres. Les calaveres literàries, són composicions en vers tradicionalment mexicanes que en vespres del dia de morts s'acostumen a escriure com una altra de les manifestacions de la cultura popular per fer burla tant als vius com als morts, i recordar que tots ens anem a morir. Estan escrites amb un llenguatge satíric o burlesc i són textos molt breus però que reflecteixen tot l'esperit i festivitat del mexicà enfront de la mort. Avui dia s'acostuma que els nens a l'escola facin burla o crítica d'algun personatge o situació d'interès general o moda amb aquest format.
José Guadalupe Posada va apuntar: "La mort, és democràtica, ja que al cap i a l'últim, güera, bruna, rica o pobra, tota la gent acaba sent calavera". Malgrat això, les calaveres que ell va imaginar i va gravar estan vives en l'imaginari de Mèxic.

## Actualitat

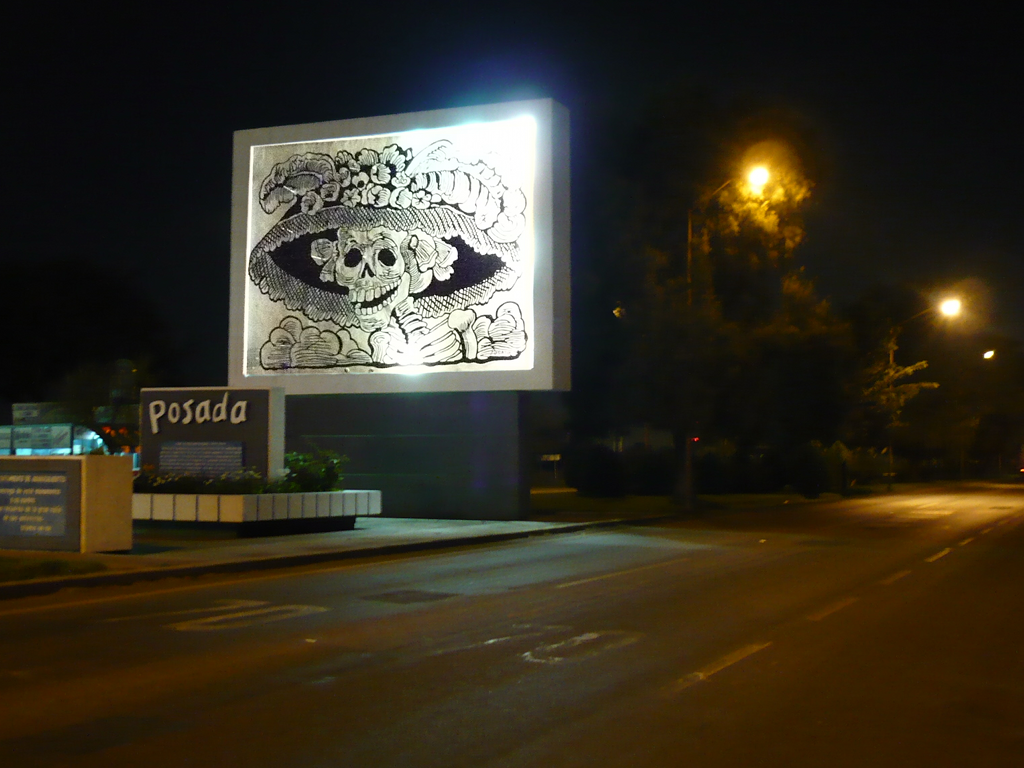
Imatge de la Catrina a la vila d'Aguascalientes.

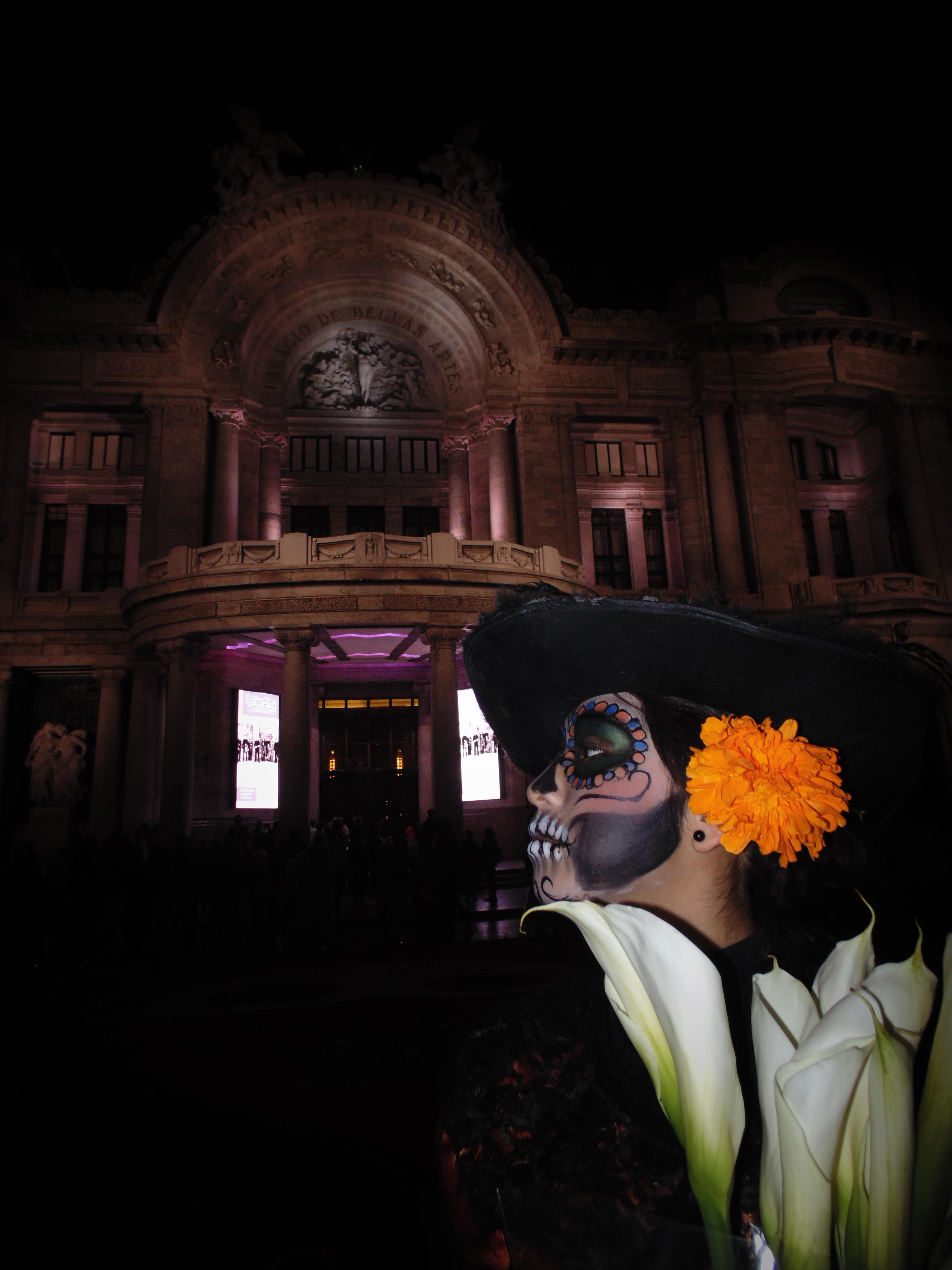
Catrina al Palau de Belles arts.

Avui dia, la catrina, sent una invenció popular, s'ha tornat un artefacte popular i ha sortit dels límits del llenç o el gravat per ser part de la cultura viva mexicana, dels seus usos i costums. Part de “el mexicà” i de la seva posició enfront de la mort. L'observa, la hi acosta, la fa part del seu entorn, del seu art i és una artesania que simbolitza el mestissatge. S'ha tornat artesania que ressalta la riquesa formal i espiritual del país.
La imatge de la Catrina s'està convertint en la imatge mexicana per excel·lència sobre la mort, és cada vegada més comuna veure-la plasmada com a part de celebracions de dia de morts al llarg de tot el país, fins i tot ha traspassat la imatge bidimensional i s'ha convertit en motiu per a la creació d'artesanies, ja sigui de fang o altres materials, les quals depenent de la regió poden variar una mica en la seva vestimenta i fins i tot el seu famós barret, però que igual se'ls ha donat a cridar "catrinas".
Se li té una estima especial a la ciutat de Aguascalientes com a imatge cultural i popular, al grau que s'ha col·locat un monument en la principal entrada a la ciutat, i a més, juntament amb el "Turó del Mort" és l'amfitriona i figura principal de la Fira de les calaveres celebrada anualment entorn del Dia de Morts.
El 2001, la Catrina va protagonitzar el curtmetratge animat Fins als ossos del director René Castillo. En ell, la figura apareix en l'escenari d'un cabaret del inframón, abillada amb la indumentària amb la qual apareix en el mural de Rivera, interpretant una versió de la Llorona amb la veu de la cantant Eugenia León. En acabar el seu nombre, la Catrina saca a ballar a un jove que recentment acaba de morir. La parella balla una dansa enfront de la concurrència formada per desenes de calaveres de totes les edats.
El 2010 la Catrina va complir 100 anys d'haver estat creada per José Guadalupe Posada, per la qual cosa es va fer un curtmetratge al·lusiu al centenari d'aquesta, que es diu La Catrina en trajinera. En est es pot veure a les persones il·lustres de Xochimilco com són Juan Badiano, Fernando Parany Miranda, José Farías Galindo, Francisco Goitia i a Quirino Mendoza i Cortès retent homenatge a la Catrina per les seves 100 anys als canals de Xochimilco. Els seus realitzadors, d'acord amb el curtmetratge, són Sergio Llorer, Gustavo Ríos, León Francisco Coronat i és protagonitzat per Paulina Cervantes. La producció es troba basada en el conte "La Catrina en Trajinera".
En els Festival del Bicentenari de la Independència de Mèxic, la Catrina va ser una de les figures que va desfilar per les avingudes de la Ciutat de Mèxic. La seva imatge va ser projectada sobre la façana de la Catedral Metropolitana.
El 2010 durant la final nacional de La nostra Bellesa Mèxic 2010 el vestit típic guanyador va ser el de la Catrina, un cridaner vestit de color fúcsia, portat per Tiaré Oliva representant de l'Estat de Sinaloa. El vestit va ser presentat en Miss Univers 2011 portant-ho la Karin Ontiveros, La nostra Bellesa Mèxic 2010, on va estar a punt de guanyar com el millor vestit típic nacional de Miss Univers en ocupar el segon lloc en les votacions de tot el món a través d'internet.

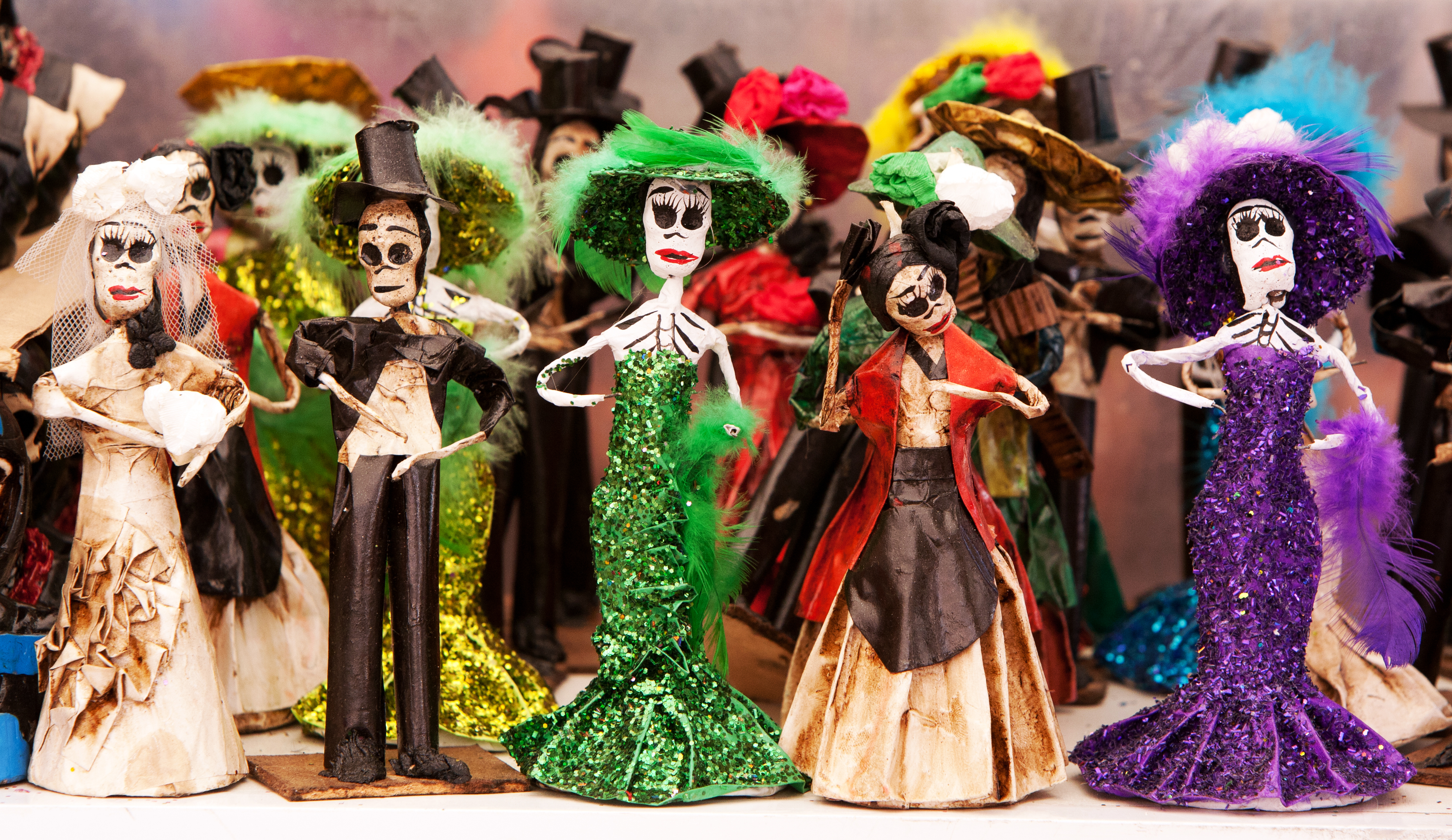
Figures de paper maixé de la Catrina

El 2012, l'Ajuntament de la ciutat de Aguascalientes va organitzar, en col·laboració amb l'agència de fotografia i editorial Cuartoscuro, el Concurs Nacional de Fotografia "La Mort", en el marc dels 100 anys d'història de "La Catrina". El concurs va tenir una participació de més de 950 treballs (entre sèries fotogràfiques i treballs individuals) que van tenir com a guanyador al fotògraf Jetzabé Antonio Muzquiz Carreón. El fotògraf Pedro Valtierra, fundador de l'agència Cuartoscuro, va lliurar el premi en una cerimònia celebrada a la capital hidrocálida a l'octubre d'aquest mateix any.
Les arts plàstiques han modificat la perspectiva tradicional de la Catrina, es dibuixa o esculpeix una nova remodelació d'aquesta. S'utilitzen diversos materials i es creen paròdies de personatges que van la majoria de les vegades amb el folklore mexicà, d'acord amb la visió de l'artista-client.
El 2014, la Catrina va ser la protagonista de la famosa pel·lícula "El llibre de la vida".
El 2017, la Catrina apareix en el vídeo "HOLD ME TIGHT OR DON'T" de Fall Out Boy, part del àlbum M A N I A (àlbum de Fall Out Boy).
També el 2017, Disney va estrenar la pel·lícula "Coco", en la qual als morts els veiem representats com a esquelets, ja que a Mèxic, 'La Catrina' és la imatge característica associada als difunts.